# Arsen Beglarian
Arsen Beglarian (orm. Արսեն Բեգլարյան; ur. 18 lutego 1993 w Krasnodarze) – ormiański piłkarz rosyjskiego pochodzenia, grający na pozycji bramkarza w reprezentacji Armenii i klubie Urartu Erywań.

## Kariera klubowa
Arsen Beglarian urodził się w Krasnodarze w Rosji. Karierę klubową rozpoczął w młodzieżowych drużynach Kubania Krasnodar i FK Krasnodar.
W późniejszym czasie Beglarian otrzymywał oferty z rosyjskich klubów, jednak ostatecznie zdecydował się dołączyć do ormiańskiego Gandzasaru Kapan. Jego kontrakt z tym klubem wygasł w 2014 roku. Był jednym z nominowanych do nagrody Ormiańskiego Piłkarza Roku 2012.
5 lutego 2020 roku klub Urartu Erywań na swojej oficjalnej stronie potwierdził sprowadzenie Beglariana.

## Kariera reprezentacyjna
Beglarian został powołany do reprezentacji narodowej na początku września 2012 roku. W kadrze zadebiutował 5 lutego 2013 roku w towarzyskim meczu z Luksemburgiem, który odbył się we francuskiej miejscowości Valence.